# Leopold 2. af Anhalt-Dessau
Fyrst Leopold 2. Maximilian af Anhalt-Dessau (tysk: Leopold II. Maximilian, Fürst von Anhalt-Dessau; 25. december 1700 – 16. december 1751) var fyrste af det tyske fyrstendømme Anhalt-Dessau fra 1747 til sin død i 1751.

## Eksterne links
- Wikimedia Commons har flere filer relateret til Leopold 2. af Anhalt-Dessau

| Leopold 2.Huset AskanienFødt: 25. december 1700 Død: 16. december 1751 |                                     |                           |
| Titler som regent                                                      |                                     |                           |
| Foregående: Leopold 1.                                                 | Fyrste af Anhalt-Dessau 1747 – 1751 | Efterfølgende: Leopold 3. |